# ويليام بنجامين كاربنتر
ويليام بنجامين كاربنتر (29 أكتوبر 1813 - 19 نوفمبر 1885) كان طبيبًا إنجليزيًا، وعالم حيوانات لا فقارية، وفيزيولوجيًا. لعب دورًا حاسمًا خلال المراحل الأولى من تأسيس جامعة لندن الموحدة.

## حياته
ولد كاربنتر في 29 أكتوبر 1813 في إكسيتر، وهو الابن الأكبر للدكتور لانت كاربنتر وزوجته آنا كاربنتر (التي كانت من عائلة بين). كان والده واعظًا وتوحيديًا هامًا، وحسب أدريان ديزموند، أثر على «جيل صاعد من المثقفين التوحيديين، بمن فيهم جيمس مارتينو وجون بورينج من مجلة وستمنستر ريفيو». تعلم كاربنتر من والده الإيمان بأن الخلق يتماشى مع القانون الأساسي وأن تفسيرات العالم يجب أن تكون مبنية على أسباب فيزيائية. بناءً على ذلك، اعتنق كاربنتر «الكوزمولوجيا الطبيعية» نقطة انطلاق له.
تدرب كاربنتر في عام 1828 تحت إشراف جراح العيون جون بيشوب إستلين، الذي كان أيضًا ابنًا لكاهن توحيدي. حضر محاضرات في كلية الطب في بريستول، ثم درس في كلية لندن الجامعية بين عامي 1834 و 1835، ومن ثم ذهب إلى جامعة إدنبرة حيث حصل على درجة الدكتوراه في الطب في عام 1839. انتخب عضوًا في الجمعية الفلسفية الأمريكية في عام 1845. في عام 1871، حصل على شهادة الدكتوراه في القانون من جامعة إدنبرة.
تقديرًا لخدماته في مجال التعليم، حصل كاربنتر على «وسام الحمام» إبان استقالته سنة 1879. توفي في 19 نوفمبر 1885 في لندن، بعد تعرضه لحروق من النار التي كانت تُسخن حمام البخار. دفن في قبر العائلة في قسم المنشقين في الجانب الغربي من مقبرة هايجيت.

## مسيرته
حازت أطروحته التخرجية حول الجهاز العصبي للكائنات اللافقارية، بعنوان «الاستدلالات الفيزيولوجية التي يمكن استنتاجها من تركيب الجهاز العصبي للحيوانات اللافقارية»، على ميدالية ذهبية وأدت إلى صدور كتبه الأولى. بدأ حياته المهنية طبيبًا في ضاحية كينغزداون في بريستول. اعترف على عمله في مجال العصبية المقارنة في عام 1844 بانتخابه زميلًا في الجمعية الملكية. في عام 1845، عُين في منصب أستاذية فوليريان لعلم الفيزيولوجيا في المؤسسة الملكية، مما سمح له بعرض مهاراته كمدرس ومحاضر. تمتع بهبة الكلام السلس والتفسير المستنير الذي وضعه في الصفوف الأمامية للمتحدثين، في وقت كان فيه تعميم العلوم في بدايته.
عين في منصب أول محاضر سويني في علم الجيولوجيا في المتحف البريطاني في عام 1847.
عمل بجد محققًا وكاتبًا وحررًا ومرشدًا ومحاضرًا طوال حياته؛ ولكن بحوثه في علم الحيوانات البحرية، ولا سيما الكائنات الدنيا مثل المثقبات وزئبق البحر، هي التي كانت الأكثر قيمة. قدمت هذه الأبحاث دفعًا لاستكشاف أعماق البحار وأدت إلى دور كاربنتر، إلى جانب العالم الطبيعي تشارلز وايفيل تومسون، في قيادة بعثات استكشاف سفن الحرب البريطانية «لايتننغ»، و«بوركيوباين» في شمال اسكتلندا بين عامي 1868 و1870. سمح تحليل الملاحظات الفيزيائية التي أُجريت خلال هذه الرحلات البحرية الأولى لكاربنتر برسم نظرية جديدة لدورة المحيط العالمية، والتي تختلف في العديد من النقاط عن نظرية الهيدروغرافي الرائد ماثيو فونتين موري. استنادًا إلى ما كان سائدًا في ذلك الوقت، فضلًا عن تطوير التلغراف تحت البحري، كان كاربنتر العامل الحاسم في إقناع كل من الأميرالية والحكومة البريطانية بإجراء بعثة محيطية كبيرة لدراسة المحيطات على نطاق عالمي. أدت هذه الجهود إلى بعثة السفينة «تشالنجر» بين عامي 1872 و1876، والتي كانت أول بعثة محيطية كبرى في العالم.